# Nikkala
Nikkala är en tätort i Nedertorneå socken i Haparanda kommun, Norrbottens län.

## Om Nikkala
I Nikkala finns det två båthamnar. Nikkala skola finns även, med ca 90 elever höstterminen 2023. För nuvarande så utreds det om skolan skall läggas ned.

### Nikkala Folkets hus
I Nikkala fanns det ett Folkets hus mellan åren 1919-1981.

## Befolkningsutveckling
| Befolkningsutvecklingen i Nikkala 1950–2020             | Befolkningsutvecklingen i Nikkala 1950–2020 | Befolkningsutvecklingen i Nikkala 1950–2020 | Befolkningsutvecklingen i Nikkala 1950–2020 | Befolkningsutvecklingen i Nikkala 1950–2020 |
| ------------------------------------------------------- | ------------------------------------------- | ------------------------------------------- | ------------------------------------------- | ------------------------------------------- |
|                                                         |                                             |                                             |                                             |                                             |
| År                                                      |                                             |                                             | Folkmängd                                   | Areal (ha)                                  |
| 1950                                                    | 1950                                        |                                             | 330                                         | ##                                          |
| 1960                                                    | 1960                                        |                                             | 371                                         | 107                                         |
| 1965                                                    | 1965                                        |                                             | 395                                         | 107                                         |
| 1970                                                    | 1970                                        |                                             | 372                                         | 110                                         |
| 1975                                                    | 1975                                        |                                             | 358                                         | 120                                         |
| 1980                                                    | 1980                                        |                                             | 363                                         | 120                                         |
| 1990                                                    | 1990                                        |                                             | 420                                         | 116                                         |
| 1995                                                    | 1995                                        |                                             | 462                                         | 118                                         |
| 2000                                                    | 2000                                        |                                             | 448                                         | 118                                         |
| 2005                                                    | 2005                                        |                                             | 447                                         | 123                                         |
| 2010                                                    | 2010                                        |                                             | 435                                         | 123                                         |
| 2015                                                    | 2015                                        |                                             | 417                                         | 115                                         |
| 2020                                                    | 2020                                        |                                             | 403                                         | 115                                         |
| Anm.: ## Som tätort/befolkningsagglomeration 1920–1950. |                                             |                                             |                                             |                                             |